# Col ferro e col fuoco (romanzo)
Col ferro e col fuoco (Ogniem i mieczem) è un romanzo storico dello scrittore polacco Henryk Sienkiewicz, pubblicato nel 1884. È il primo volume di una trilogia, cui seguono Il diluvio (Potop, 1886) e Il signor Wołodyjowski (Pan Wołodyjowski, 1888). Il romanzo narra le avventure del tenente polacco Jan Skrzetuski durante la rivolta di Khmelnytsky (1648-1651) nella Confederazione polacca-lituana: la sua lotta contro i cosacchi e i tartari e il suo amore con Helena, un'aristocratica polacca orfana.

## Adattamenti
Dal romanzo sono stati tratti i film Col ferro e col fuoco del 1962 diretto da Fernando Cerchio e Ogniem i mieczem del 1999 diretto da Jerzy Hoffman.

## Edizioni
- Col ferro e col fuoco, Milano, Cogliati, 1925.
- Col ferro e col fuoco, Milano, Barion.
- Col ferro e col fuoco, Catania, Paoline, 1965.